# La Zingarella (scultura)
La Zingarella è una statua, alta circa 140 centimetri, realizzata dallo scultore Nicolas Cordier combinando un corpo antico, probabilmente raffigurante Diana, con aggiunte personali. L'opera fu commissionata dal cardinale Scipione Caffarelli-Borghese e portata a termine tra il 1607 ed il 1612; è attualmente esposta presso la Galleria Borghese di Roma. Le addizioni, ossia la testa e le estremità del corpo, sono in marmo bianco e bronzo.

## Storia
Presumibilmente la scultura venne realizzata quando l'artista lorenese lavorava per Scipione Borghese, tra il 1607 e il 1612, ed è documentata nella galleria del suo palazzo nel rione Borgo (oggi noto come palazzo Torlonia) nel 1613. Probabilmente venne trasferita nella villa fuori le mura nel 1616. Nel 1650 è documentata nell'odierna sala XI, posta al di sopra di un'ara quadra, della quale si sono perse le tracce, con delle teste di montoni "che con le corna reggono altrettanti festoni".
Tra il 1787 e il 1841 è documentata nella sala Egizia, e il poeta Andrea Brigenti la identificò con la maga Erittone nel suo testo in latino Villa Burghesia, vulgo Pinciana. Al contrario del Moro e di una seconda Zingarella, altre due opere polimateriche che si trovavano nella collezione Borghese, la prima attribuita allo stesso Cordier, questa statua non venne acquistata durante l'occupazione napoleonica e rimase a Roma, mentre le altre due vennero trasferite in Francia, dove si trovano tuttora.

## Descrizione

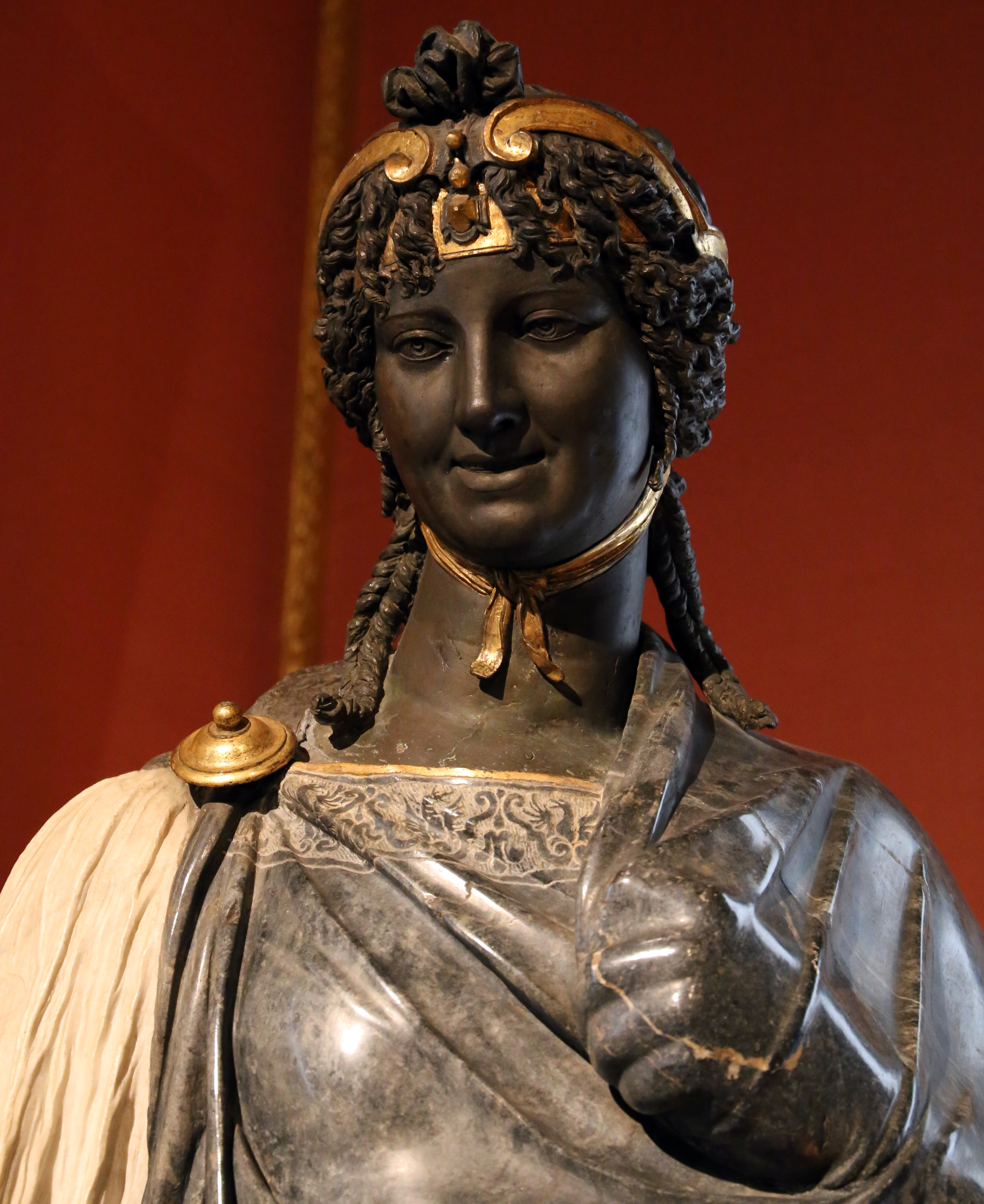
Particolare del volto della Zingarella.

La statua è un montaggio moderno di un antico torso in marmo grigio e delle integrazioni in marmo bianco e in bronzo del Cordier. Un restauro, che ha ripulito l'opera da una spessa patina nera aggiunta nel XIX secolo per assecondare il gusto dell'epoca, ha rivelato anche una frangia dorata presente sull'indumento della donna. Il montaggio di elementi antichi e moderni dà alla scultura un gusto esotico, quasi orientaleggiante. Questa tecnica polimaterica che rende l'opera policroma era già stata adoperata dal Franciosino per una statua nella basilica di Sant'Agnese fuori le mura, a Roma, che ritrae la santa titolare. Questo confronto ha portato lo studioso Aldo De Rinaldis a proporre l'identificazione della scultura come un'opera dell'artista lorenese, quando in precedenza era stata attribuita dallo studioso Adolfo Venturi allo scultore italiano Tiburzio Vergelli, avendola messa a confronto con la Carità da lui realizzata per il fonte battesimale della basilica della Santa Casa di Loreto.
Aquile e dragoni, dei simboli della famiglia Borghese, decorano l'orlo della sua veste, la quale, peraltro, risulta annodata alle spalle e trattenuta da una spilla dorata dalla forma circolare. Sotto il manto scuro ella indossa una tunica bianca, arricciata al polso della mano sinistra, e ai piedi calza un paio di sandali. La donna sta sorridendo mentre rivolge l'indice della mano destra allo spettatore, come se volesse conoscerlo leggendogli la mano, mentre la mano sinistra è nascosta sotto la veste. La sua capigliatura riccioluta è raccolta da un copricapo aureo allacciato da due nastri sotto il mento, anche se due trecce le ricadono sulle spalle.
La statua esposta alla Galleria Borghese è la versione più nota della Zingarella di Cordier; tuttavia, ne esiste un'altra conservata al museo del Louvre. Quest'ultima opera è stata anche definita Diana, detta volgarmente la Zingarella.